# Resolución 248 del Consejo de Seguridad de las Naciones Unidas
La Resolución 248 del Consejo de Seguridad de las Naciones Unidas, aprobada por unanimidad el 24 de marzo de 1968, después de recibir cartas de Jordania e Israel así como información complementaria del Jefe de Gabinete del Organismo de las Naciones Unidas para la Vigilancia de la Tregua, el Consejo de Seguridad reafirmó sus resoluciones anteriores y condenó la acción militar de la Batalla de Karameh lanzada por Israel en flagrante violación de la Carta de las Naciones Unidas. El Consejo deploró todos los incidentes violentos en violación del alto el fuego y exhortó a Israel a que desista de actos y actividades en contravención de la resolución 237.